# A Bourne-csapda
A Bourne-csapda (The Bourne Supremacy) egy 2004-ben készült amerikai–német akciófilm, Robert Ludlum regénye alapján.
A 2002-es Bourne-rejtély (Bourne Identity) című film folytatása, az amnéziás volt CIA ügynök, Jason Bourne (Matt Damon) történetét meséli tovább.

## Történet
Két év telt el az első rész befejezésétől, Bourne és Marie Goában, Indiában élnek. Jason még mindig nem tud visszaemlékezni múltjára, csak apró foszlányok ugranak be az álmaiban korábbi életére vonatkozóan, amikor hirtelen feltűnik egy bérgyilkos, hogy eltegye őket láb alól. A hajszában Marie hal meg, és Bourne ismét egyedül kezd hozzá, hogy felderítse múltját és bosszút álljon.
A film során Európa számos nagyvárosában, mint például Berlinben, Nápolyban válik egyre izgalmasabbá a történet.

## Szereplők
| Szerep          | Színész                 | Magyar hang    |
| --------------- | ----------------------- | -------------- |
| Jason Bourne    | Matt Damon              | Széles Tamás   |
| Marie           | Franka Potente          | Kiss Eszter    |
| Nicky           | Julia Stiles            | Orosz Anna     |
| Ward Abbott     | Brian Cox               | Bitskey Tibor  |
| Kirill          | Karl Urban              | Magyar Bálint  |
| Danny Zorn      | Gabriel Mann            | Dolmány Attila |
| Kim             | Michelle Monaghan       | Németh Borbála |
| Pamela Landy    | Joan Allen              | Spilák Klára   |
| Gretkov         | Karel Roden             |                |
| Conklin         | Chris Cooper            | Rosta Sándor   |
| Tom Cronin      | Tom Gallop              | Epres Attila   |
| Jarda           | Marton Csokas           | Damu Roland    |
| Teddy           | John Bedford Lloyd      | Barbinek Péter |
| Kurt            | Ethan Sandler           |                |
| Martin Marshall | Tomas Arana             | Holl Nándor    |
| Irena Neski     | Oksana Akinshina        | Dögei Éva      |
| Mr. Neski       | Jevgenij Sitochin       |                |
| Mrs. Neski      | Marina Weis-Burgaslieva |                |
| John Nevins     | Tim Griffin             | Kapácsy Miklós |
| Vic             | Sean Smith              |                |
| Ivan            | Maxim Kovalevski        |                |
| Jack Weller     | Patrick Crowley         |                |

## Elnyert díjak
- 2005: ASCAP Film and Television Music Awards – Top Box Office Films: John Powell
- 2005: Empire Awards, UK Legjobb film, Legjobb szereplő – Matt Damon
- 2005: World Stunt Awards Legjobb Kaszkadőr Koordinátor és/vagy Másodegység rendező és Legjobb munka egy járművel